# Pézenas
Pézenas – miejscowość i gmina we Francji, w regionie Oksytania, w departamencie Hérault.
Według danych na rok 1990 gminę zamieszkiwały 7613 osoby, a gęstość zaludnienia wynosiła 258 osób/km² (wśród 1545 gmin Langwedocji-Roussillon Pézenas plasuje się na 27. miejscu pod względem liczby ludności, natomiast pod względem powierzchni na miejscu 197.).

## Osoby związane z miastem
- Jacques Coeur (1395-1456) – francuski kupiec i finansista z okresu panowania Karola VII.

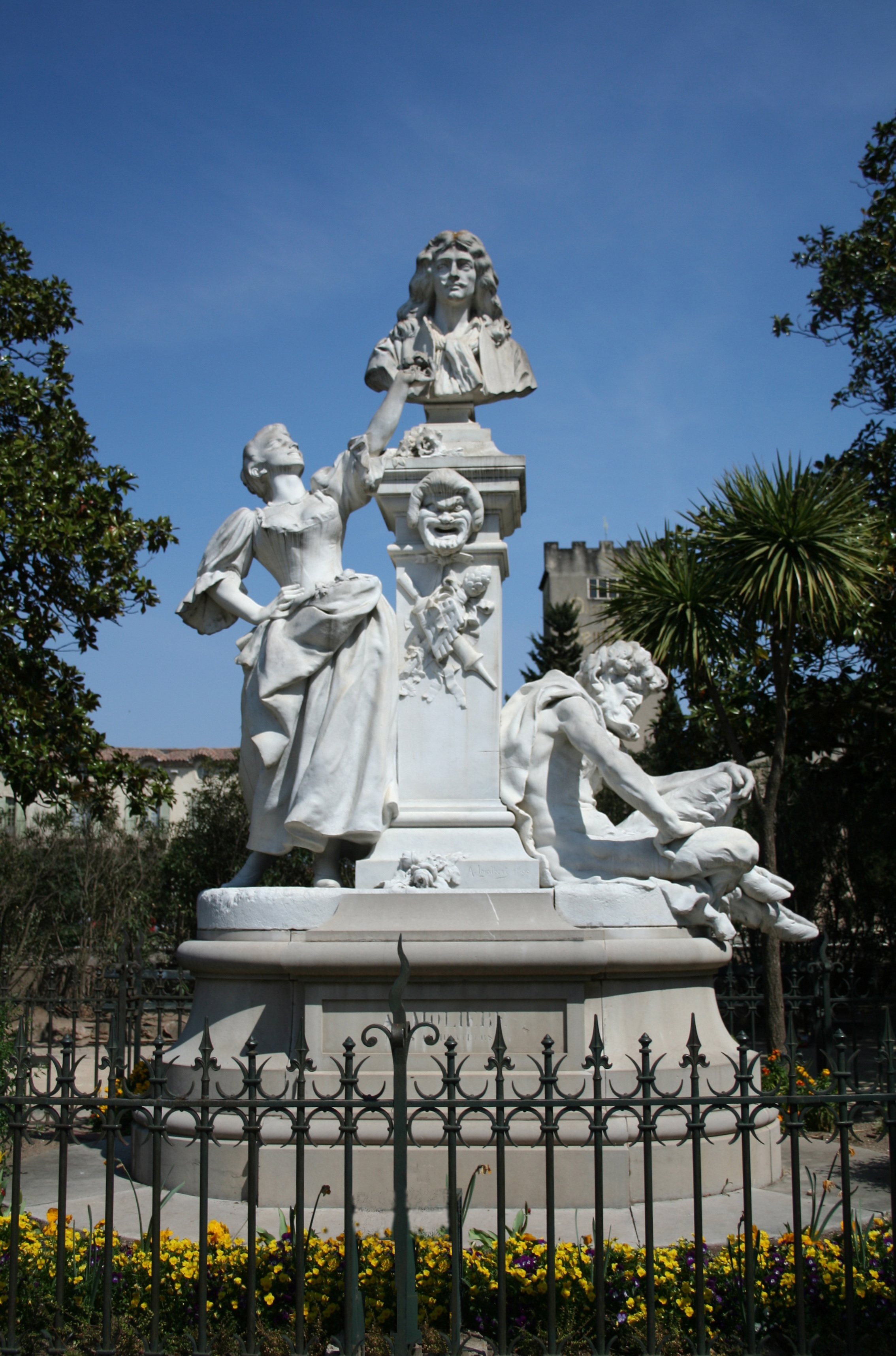
Pomnik Moliera w Pezenas

- Molier (1622–1673) – komediopisarz, wraz ze swoją trupą aktorską Illustre Théâtre przebywał w Pezenas.
- Armand Burbon-Conti (1629-1666) - drugi syn Henryka II Burbona, księcia de Condé, młodszy brat Ludwika II Burbona, księcia de Condé.
- Paul Vidal de la Blache - (1845-1918) – francuski geograf.
- Louis Paulhan (1883–1963) - pilot, pionier lotnictwa francuskiego.
- Alain Robert - (ur. 1962) – francuski wspinacz, zajmujący się wspinaczką górską i wspinaniem się na wieżowce.